# Sacodiscus australis
Sacodiscus australis is een eenoogkreeftjessoort uit de familie van de Tisbidae. De wetenschappelijke naam van de soort is voor het eerst geldig gepubliceerd in 1914 door Scott T..